# Manicoréorpheusmierkruiper
De manicoréorpheusmierkruiper (Hypocnemis rondoni) is een zangvogel uit de familie Thamnophilidae (miervogels).

## Naamgeving
De soort is vernoemd naar de Braziliaanse militair Cândido Mariano da Silva Rondon (1865-1958) vanwege zijn verdiensten op het gebied van de bescherming van inheemse culturen.

## Verspreiding en leefgebied
De Manicoréorpheusmierkruiper is endemisch in het midden van Brazilië.